# Soła
Soła (udtale [ˈsɔwa] ) er en flod i det sydlige Polen, biflod fra højre, til Wisła.
Soła kommer fra bjergkæden de vestlige Beskider nær grænsen til Slovakiet. Den består af sammenløbet af flere små bække ved landsbyen Rajcza. Den løber ned ad bakke nordøst gennem Żywiec-bassinet til byerne Żywiec og Kęty, der danner grænsen mellem Schlesiske Beskider og Żywiec-beskiderne. Efter 89 km munder Soła ud i floden Wisła efter at have passeret gennem byen Oświęcim.
Floden løber tæt forbi koncentrationslejren Auschwitz. Museet i Auschwitz-Birkenau oplyser, at menneskelig aske og formalede knogler fra de myrdede dér ofte blev dumpet i floden.
Soła løber gennem eller nær følgende byer og bebyggelser: Rajcza, Milówka, Cisiec, Węgierska Górka, Cięcina, Radziechowy, Wieprz, Żywiec, Tresna, Czernichów, Międzybrodzie Żywieckied Żyziecnieals , Kobiernice, Kęty , Nowa Wieś, Hecznarowice, Bielany, Łęki og Oświęcim.